# Ежов, Владимир Владимирович
Владимир Владимирович Ежов (27 января 1954, Симферополь — 26 марта 2025) — украинский российский врач-невролог, физиотерапевт. Заместитель директора по научной работе ГБУЗ РК «Академический НИИ физических методов лечении, медицинской климатологии и реабилитации им. И. М. Сеченова» (Ялта). Доктор медицинских наук, профессор, действительный член Крымской академии наук, главный специалист-физиотерапевт Министерства здравоохранения Республики Крым.
Сфера научно-педагогических интересов — создание и совершенствование программ профилактики и восстановительного лечения нервных и внутренних болезней, научно-методические, организационные, педагогические и медико-исторические аспекты физиотерапии, курортного дела и медицинского туризма.

## Биография
Родился 27 января 1954 года в г. Симферополе Крымской области РСФСР в семье врачей. Выпускник Крымского медицинского института (1977). С 1978 года, после окончания интернатуры при кафедре неврологии, постоянно работал на кафедре физиотерапии факультета последипломного образования Крымского государственного медицинского университета имени С. И. Георгиевского — старшим лаборантом (1978—1985), ассистентом (1986—1995), доцентом (1995—2001), с 2001 г. — профессором, с 2006 г. до 2015 г — заведующим кафедрой. С сентября 2015 года — руководитель научно-исследовательского отдела физиотерапии, мед.климатологии и курортных факторов, с февраля 2019 года — заместитель директора по научной работе ГБУЗ РК «Академический НИИ физических методов лечении, медицинской климатологии и реабилитации им. И. М. Сеченова» (Ялта).
Его учителя — видные отечественные профессора-неврологи и физиотерапевты А. Г. Глауров, И. А. Диордиенко, Ю. Л. Курако, А. В. Клименко, доц. Б. В. Богуцкий, Л. А. Куницына, В. Г. Ясногородский, Н. Н. Богданов, Н. П. Буглак, В. В. Кенц, Л. Д. Тондий. Профессиональную подготовку по медицинской реабилитации, неврологии, физиотерапии, психотерапии, мануальной медицине, рефлексотерапии проходил на ведущих профильных кафедрах Украины и СНГ в Симферополе, Запорожье, Одессе, Москве, Санкт-Петербурге, Киеве. Кандидатская (1985) и докторская диссертации (1995) В. В. Ежова, защищённые в Украинском НИИ медицинской реабилитации и курортологии (г. Одесса), посвящены применению методов физиотерапии в реабилитации больных с цереброваскулярными заболеваниями.
Деятельно занимается внедрением в практику новых информационных технологий, разработкой новых методик аквагимнастики, кинезиотерапии и фитнес-ходьбы, нервно-мышечной электро- и вибростимуляции, применения натуральных препаратов теллурического и растительного происхождения, включая энотерапевтические средства. Оказывает постоянную методическую и консультативную помощь здравницам Крыма.
Под руководством проф. В. В. Ежова защищено 5 кандидатских диссертаций по научной специальности 14.01.33 «Медицинская реабилитация физиотерапия и курортология». За период работы им опубликовано более 500 научных, учебных и популярных изданий различного формата по проблемам физиотерапии, восстановительной и оздоровительной медицины, веллнесс и спа, включая национальные руководства для врачей (Украина, Россия). Редактор национального информационного проекта «Курорты и Санатории Украины» (2006—2009), участник программ Министерства курортов и туризма АР Крыма «Дни Крыма», «Крым — Территория здоровья»(2011—2013), автор и продюсер видеопроектов, посвящённых здоровому образу жизни, спа и гармоничному туризму в Крыму. Активный участник и организатор профильных международных и национальных конгрессов, съездов и научно-практических конференций. Работает в редакционных коллегиях 5 научно-медицинских журналов: «Медицинская реабилитация, курортология, физиотерапия» (Киев-Одесса), «Таврический медико-биологический вестник», «Вестник биоэтики и экологии» (Симферополь), «Вестник физиотерапии и курортологии», «Асклепий» (Евпатория).
Умер 26 марта 2025 года в возрасте 71 года.

## Общественная деятельность
Действительный член Крымской академии наук, член Проблемной комиссии АМН и МОЗ Украины «Курортология и физиотерапия», член Правления Всеукраинской ассоциации физиотерапевтов и курортологов, член Украинской ассоциации по исследованию боли, заместитель Председателя Специализированного Ученого Совета КРУ "НИИ физических методов лечения и медицинской климатологии имени И. М. Сеченова, эксперт SWIC (Spa & Wellness International Council — Международный Совет по развитию индустрии спа и веллнесс, Москва) и Проекта Евросоюза «Диверсификация и поддержка развития туристического сектора Крыма», внештатный советник Министра курортов и туризма АР Крым.

## Награды
За высокопрофессиональную деятельность проф. В. В. Ежов награждён Почётными грамотами КГМУ им. С. И. Георгиевского, Всеукраинской ассоциации физиотерапевтов и курортологов, Ассоциации специалистов по спортивной медицине и лечебной физкультуре Украины, Благодарностями Постоянного представителя Президента Украины в АР Крым и Председателя правления Всеукраинского Фонда социального страхования по временной нетрудоспособности, Премией в области туризма «Ukrainian Travel Awards — открой Украину» в номинации «За новаторство в курортологии» (2012), памятным Знаком к 150-летию со дня рождения проф. А. Е. Щербака (2013).

## Основные публикации
1. В. В. Ежов, Ю. И. Андрияшек. Курорты Крыма — синтез традиционных и новых медико-рекреационных методологий // Курортные ведомости. — 2001. — № 3 (6). — С. 18—21.
2. В. Н. Сокрут, А. А. Лыков, В. В. Ежов, В. В. Клапчук. Проблемы медицинской реабилитации на Украине и перспективные пути их решения // Вестник физиотер. и курортол. — 2003. — № 3. — С. 81—86.
3. В. В. Ежов, Ю. И. Андрияшек. Физиотерапия. Принципы, методы, организация. — Симферополь, КГМУ, 2004.
4. В. В. Ежов, Ю. И. Андрияшек. Физиотерапия в схемах, таблицах и рисунках: справочник. — М.: АСТ, 2006. — 302 с.
5. В. В. Ежов. Два «медицинских письма» Ивана Ильина // Асклепий. — 2006. — № 1. — С. 17—25.
6. Ю. И. Андрияшек, В. В. Ежов. Гидротерапия. — М.: АСТ, 2007. — 157 с. — ISBN 5-17-042543-0.
7. В. В. Ежов. Історичний нарис етапів становлення вітчизняних курортів та їх еволюційного розвитку у сучасну соціально-медичну галузь економіки // Мед. реабилитация, курортом.. — 2009. — № 1 (57). — С. 43—46.
8. В. В. Ежов. Евроинтеграционные пути отечественной и зарубежной физиотерапии, курортологии и медицинской реабилитации // Вестник физиотерапии и курортологии. — 2009. — № 1. — С. 71—76.
9. Курорти та санаторії України. / під ред. К. Д. Бабова, В. В. Єжова, О. М. Торохтіна. — К.: Фолігрант, 2009. — 429 с.
10. Ежов В. В., Субботин Ф. А., Шитиков Т. А., Васильева Л. Ф. Актуальные вопросы освоения и применения мануальной терапии // Международный неврологический журнал 8 (38) 2010. С.79-81.
11. Ежов В. В., Яланецкий А. Я., Мизин В. И., Таран В. А. , Тимошенко О. В. Эффективность энотерапии в восстановительном лечении больных гипертонической болезнью на курортах Крыма // Медицинская реабилитация, курортология, физиотерапия.-№ 1(65).-2010.-С 18-21.
12. Єжов В. В., Єжова Л. В., Шевельов І.І., Коломієць П.І. Ефективність курортного етапу реабілітації осіб, що проживають в умовах радіонуклідного забруднення // Проблеми військової охорони здоров`я.- Збірник наукових праць УВМА. — вип.29. /За ред. проф. В. Я.Білого.-Київ, 2010.-С.192-198.
13. Ежов В. В. Белая книга по физической и реабилитационной медицине в Европе // Физиотерапевт (ежемесячный научно-практический журнал -. Москва.- № 5. — 2010.-С.12-36.
14. VV Ezhov,YuI Andriyashek,W Zukow Adherence to physioprophylaxis as index of culture of health // Humanities Dimension of Physiotherapy, Rehabilitation, Nursing and Public Health Edited by I.Czerwinska-Pawluk,Walery Zukow.-Radom University in Radom Radom (Poland)-2011.-Р.37-40.
15. VV Ezhov,YuI Andriyashek,W Zukow New method of passive vertical spine traction in water // Humanities Dimension of Physiotherapy, Rehabilitation, Nursing and Public Health Edited by Iwona Czerwinska-Pawluk, Walery Zukow.-Radom University in Radom Radom (Poland)- 2011.-Р.41-44.
16. FA Subbotin,VV Ezhov,W Zukow Myofascial pain as myo -philosophy of pain syndrome // Humanities Dimension of Physiotherapy, Rehabilitation, Nursing and Public Health Edited by Iwona Czerwinska-Pawluk, Walery Zukow.-Radom University in Radom Radom (Poland) — 2011.-Р.45-49.
17. Ежов В. В. Капилляротерапия: Скипидарные ванны Залманова ТМ «Лаборатория доктора Пирогова» — рецепт здоровья и долголетия.- Руководство для врачей и их пациентов.-Киев, 2011.-76 с.
18. Ежов В. В., Бабов К. Д., Гоженко Е. А., Дышловой И. Н. Спа: основные положения и организационные аспекты. Методические рекомендации /Под ред. А. С. Лиева.— Симферополь, 2011.— 92 С.
19. Богачева Е. Л., Ежов В. В., Иванова Е. С. и соавт. Стандарты понятийного аппарата спа-индустрии. Методическое пособие / Под ред. Е. Л. Богачевой.- Москва: SWIC., 2012 .-24 с.
20. Ежов В. В. В Крым за здоровьем. Популярная курортология.-Симферополь: АЗГОЛ-ПРЕСС, 2013.-72 с.
21. Профессор Александр Ефимович Щербак /под ред. проф. В. В. Ежова и Засл. деят. науки РФ, проф. Г. Н. Пономаренко.- Ялта — 2013.-420 с.
22. Фізіотерапія. підручник / за ред. О. А. Владимирова, В. В. Єжова, Г. М. Пономаренко.-К.:Формат, 2013.-432 с.